# Amblyseius cameroonensis
Amblyseius cameroonensis är en spindeldjursart som först beskrevs av Zannou, Zundel, Hanna och Moraes 2005.  Amblyseius cameroonensis ingår i släktet Amblyseius och familjen Phytoseiidae. Inga underarter finns listade i Catalogue of Life.